# NGC 6026
NGC 6026 ist ein 12,9 mag heller planetarischer Nebel im Sternbild Wolf und etwa 9500 Lichtjahre von der Erde entfernt.
Er wurde am 8. Juni 1837 von John Herschel mit einem 18-Zoll-Spiegelteleskop entdeckt, der dabei „F, S, R, 15 arcseconds, gpmbM. There are three stars forming a triangle about 60 degrees, N.p. the nebula“ notierte.